# Publi Vil·li Tàpul
Publi Vil·li Tàpul (en llatí: Publius Villius Tappulus) va ser un magistrat romà que pertanyia a la gens Víl·lia, una família romana d'origen plebeu.
Va ser edil plebeu l'any 204 aC i pretor el 203 aC, quan va rebre la província de Sicília. L'any 201 aC va ser un dels decemvirs elegits per assignar terres públiques al Sàmnium i a l'Apúlia als soldats que havien servit amb Escipió a l'Àfrica.
L'any 199 aC va ser cònsol amb Luci Corneli Lèntul. Hom li va assignar la direcció de la Segona guerra macedònica contra Filip V de Macedònia, però no va fer operacions d'importància. L'any següent va exercir com a llegat del seu successor Tit Quinti Flaminí i, després de la derrota del rei macedoni l'any 196 aC, va ser un dels deu comissionats nomenats pel senat per determinar, juntament amb Flaminí, les condicions de la pau. Després de concloure la pau amb Filip, Tàpul i un dels seus col·legues van anar com a ambaixadors davant d'Antíoc III el Gran, a l'Àsia l'any 194 aC, i altre cop el 193 aC. El 192 aC va ser un dels ambaixadors romans enviats a Grècia.